# Krosigk (Familienname)
Krosigk ist ein deutscher Familienname.

## Namensträger
- Adolf von Krosigk (1799–1856), deutscher Gutsbesitzer und Beamter
- Adolph Wilhelm von Krosigk (1609–1657), deutscher Geheimrat und Diplomat
- Anton von Krosigk (1820–1892), Landrat und Vorsitzender des Herzoglich-Anhaltischen Staatsministeriums
- Anton Graf Schwerin von Krosigk (1925–2022), deutscher Landrat
- Anton Emil von Krosigk (1790–1868), Geheimrat, Kammerherr, Schlosshauptmann und preußischer Rittmeister
- Anton Friedrich von Krosigk (1721–1779), Gutsherr, herzoglich braunschweigischer Oberhauptmann und fürstlich anhaltischer Landtagsunterdirektor
- Anton Ludolph von Krosigk (1667–1737), königlich preußischer Oberst eines Dragonerregiments

- Belina von Krosigk (* 1983), deutsche Teilchenphysikerin
- Bernhard von Krosigk (1582–1620), Obristleutnant
- Bernhard Friedrich von Krosigk (1656–1714), deutscher Geheimrat und Astronom
- Bernhard Friedrich von Krosigk (1837–1912), preußischer Generalmajor und Abgeordneter
- Buko von Krosigk (1824–1909), preußischer Generalleutnant
- Christian Siegfried von Krosigk (1700–1757), preußischer Generalmajor
- Christiane Antonie von Krosigk (1662–1737), Oberhofmeisterin der ersten preußischen Königin Sophie Charlotte
- Christoph von Krosigk (1576–1638), Amtshauptmann zu Dessau und anhaltischer Hofmarschall
- Dedo von Krosigk (Adliger, um 1040) (um 1040–nach 1116), deutscher Adliger
- Dedo von Krosigk (Landrat) (1776–1857), deutscher Rittergutsbesitzer und Politiker
- Dedo von Krosigk (General) (1848–1908), deutscher Generalmajor
- Dedo von Krosigk (Kreisdirektor) (1858–1932), deutscher Rittergutsbesitzer und Verwaltungsbeamter
- Dedo von Kerssenbrock-Krosigk (* 1967), deutscher Kunsthistoriker
- Eberhard von Krosigk (1855–1932), preußischer Generalleutnant
- Ernst von Krosigk (General, 1782) (1782–1872), preußischer Generalleutnant
- Ernst von Krosigk (General, 1821) (1821–1890), preußischer Generalleutnant
- Ernst-Anton von Krosigk (1898–1945), deutscher General der Infanterie
- Esther von Krosigk (* 1964), Schriftstellerin
- Ferdinand Anton von Krosigk (1743–1805), Landrat des Saalkreises und Kriegsrat
- Friedrich von Krosigk (Politiker) (1784–1871), deutscher Politiker
- Friedrich von Krosigk (General) (1864–1932), preußischer Generalmajor
- Friedrich von Krosigk (Politikwissenschaftler) (1937–2018), deutscher Politikwissenschaftler
- Gebhard Anton von Krosigk (1754–1840), deutscher Beamter und Gutsbesitzer
- Gebhard Friedrich von Krosigk (1579–1630), Erbherr auf Hohenerxleben, Merbitz und Rathmannsdorf sowie Mitglied des anhaltischen Ständeausschusses
- Gebhard Friedrich von Krosigk (1835–1904), deutscher General der Kavallerie
- Georg von Krosigk (1854–1912), preußischer Generalleutnant
- Georg Aribert von Krosigk (1617–1665), Gutsherr und Hessen-kasselscher Hauptmann
- Günther von Krosigk (1860–1938), deutscher Admiral
- Hans von Krosigk (1866–1942), deutscher Landrat und Generaldirektor
- Heinrich von Krosigk (1700–1746), herzoglich braunschweig-wolfenbüttelscher Oberhofmarschall und Landdrost
- Heinrich Ferdinand von Krosigk (1778–1813), deutscher Gutsherr und Major
- Heinrich Philibert von Krosigk († 1642), Kammerjunker und Rat
- Hermann von Krosigk (1815–1868), preußischer Generalmajor
- Jakob Anton von Krosigk (1624–1704), Landrat und Unterdirektor der anhaltischen Fürstentümer
- Johann Adolf von Krosigk (1666–1728), fürstlich anhaltischer Amtshauptmann
- Johann Ludwig Graf Schwerin von Krosigk (1887–1977), Jurist und Politiker, Finanzminister
- Klaus von Krosigk (* 1945), deutscher Gartenbauhistoriker
- Konrad von Krosigk, 1201–1209 Bischof von Halberstadt
- Kurt von Krosigk (1819–1898), preußischer Landrat und Geheimer Regierungsrat
- Ludolf Lorenz von Krosigk (1627–1673), kurbrandenburgischer Kriegsrat, Kammerherr und Obrist
- Ludwig Franz von Krosigk (1781–1821), preußischer Major
- Matthias von Krosigk (1616–1697), Landbesitzer, Diplomat, Kriegskommissar und Mitglied des Größeren Ausschusses der anhaltischen Landschaft
- Max von Krosigk (1846–1919), preußischer Generalleutnant
- Rudolf von Krosigk (1817–1874), preußischer Generalleutnant
- Sidonie von Krosigk (* 1989), deutsche Schauspielerin
- Vollrad von Krosigk (1577–1626), deutscher Grundbesitzer
- Vollrad von Krosigk (1612–1660), Obristwachtmeister und Mitglied im Größeren Ständeausschuss
- Vollrad Ludolf von Krosigk (1620–1671), Soldat und Kommunalpolitiker
- Vollrath von Krosigk (1819–1889), Rittergutsbesitzer, Hofbeamter und Parlamentarier
- Wilfried Schwerin von Krosigk (* 1954), Künstler und Autor
- Wilhelm von Krosigk (1871–1953), deutscher Konteradmiral
- Wilhelm Friedrich Ernst von Krosigk (1829–1889), herzoglich-anhaltischer Kreisdirektor